# Robert-Paul-Emile-Marc-Amédée Astier de Villatte
Robert-Paul-Emile-Marc-Amédée Astier de Villatte, francoski general, * 1895, † 1986.